# When Then Is Now
When Then Is Now é o álbum de estreia da atriz e cantora Lisa Chappell. Foi lançado em 1 de maio de 2006. 
Sua inspiração para escrever este álbum foram as suas experiências como atriz na série McLeod's Daughters. Chappell disse "Eu fui influenciada pela paisagem em que trabalhamos em Adelaide. O ambiente era muito duro. No verão o calor chegava a 50° graus e o inverno era muito frio. Eu estava exposta a esses elementos mas eu mal conseguia esperar para chegar em casa e pegar no violão e escrever umas canções". Ela foi influenciada por cantores como Bob Dylan e Neil Young, e também em dois álbuns em particular: Damien Rice's O e o álbum Essence de Lucinda Williams.

## Faixas
| CD  |                                                    |         |  |
| N.º | Título                                             | Duração |  |
| 1.  | "Flowers In The Wasteland"                         |         |  |
| 2.  | "Love's Around The Corner"                         |         |  |
| 3.  | "Desire"                                           |         |  |
| 4.  | "Mother Son"                                       |         |  |
| 5.  | "Noah"                                             |         |  |
| 6.  | "Pheromone City"                                   |         |  |
| 7.  | "When Then Is Now"                                 |         |  |
| 8.  | "Auckland Airport" (introdução para Dancing Hands) |         |  |
| 9.  | "Dancing Hands"                                    |         |  |
| 10. | "Midnight Bird"                                    |         |  |
| 11. | "Lullaby"                                          |         |  |